# Rafael Solanic

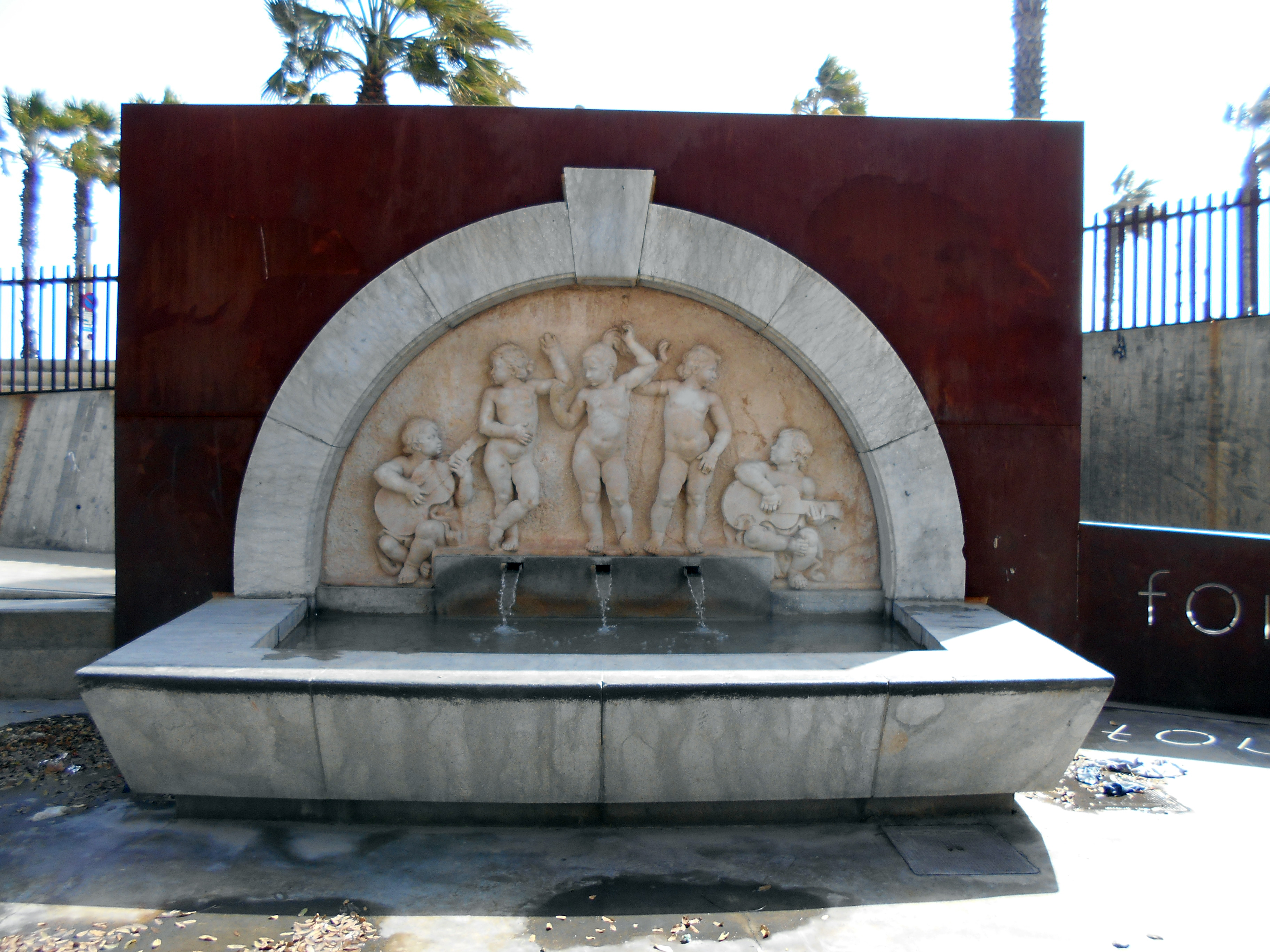
Fuente de Carmen Amaya (1959), plaza de Brugada, Barcelona.

Rafael Solanic i Bàlius (Barcelona, 1895 - ibídem, 9 de noviembre de 1990) fue un escultor español.

## Vida y obra
Desde 1910 fue discípulo y ayudante de taller de Esteve Monegal y Eusebi Arnau, al tiempo que estudiaba en la Escuela Superior de Bellos Oficios, donde en 1916 fue profesor. Trabajó durante un tiempo en la fábrica de cerámica de su suegro, el pintor y ceramista Antoni Serra Fiter.
Adscrito al novecentismo, como sus amigos Frederic Marès y Enric Monjo, practicó la escultura tanto en su relación con la arquitectura como obra exenta, y participó en el Salón de Montjuïc de las Exposiciones de Primavera de Barcelona de 1933 a 1935. 
Trabajó el mármol, el bronce, el gres, el hierro y la madera. Hizo obras para iglesias de Lérida, Rubí, Montserrat y Hospitalet de Llobregat, pero también para diversos lugares públicos de Cataluña. Durante la Segunda República fue profesor en la Mutua Escolar Blanquerna. Expuso individualmente en 1934 en la galería Syra de Barcelona y en 1941 en la Sala Badrinas. Ganó una tercera medalla en la Exposición Nacional de Madrid de 1943, y una de oro en la Nacional de Artes Decorativas de 1949. Fue presidente del Círculo Artístico de San Lucas.
En 1986 recibió la Creu de Sant Jordi de la Generalidad de Cataluña. En 2002 su hija hizo donación de buena parte de su obra al Museo Frederic Marès de Barcelona. El fondo personal de Rafael Solanic se conserva en la Biblioteca de Cataluña desde 2009.
Entre sus obras destacan:
- Fuente de Domènec Sanllehy (1928), en la plaza Sanllehy de Barcelona, dedicada al que fue alcalde de Barcelona entre 1906 y 1908. El diseño de la fuente fue de Nicolau Maria Rubió i Tudurí, y Solanic realizó un medallón en relieve con la efigie del homenajeado.[4]
- Fuente de Carmen Amaya (1959), en la plaza de Brugada de Barcelona, dedicada a la célebre bailaora.[5]
- A Mosén Amadeu Oller (1964), en la calle Constitución con Amadeu Oller (Barcelona), dedicado al párroco del barrio de la Bordeta donde se encuentra esta obra.[6]
- A Jeroni de Moragas (1969), en el Parque Güell de Barcelona, dedicado a este médico y pedagogo.[7]
- Al Maestro Balcells (1982), en los jardines que llevan el nombre de este músico.[8]
- A Emili Vendrell (1982), en la plaza que lleva el nombre de este tenor, en colaboración con las arquitectas Beth Galí y Rosa Maria Clotet.[9]